# Латник (броненосная лодка)
«Латник» — однобашенный броненосец береговой обороны II ранга типа «Ураган» Российского императорского флота, построен по «Мониторной кораблестроительной программе» 1863 года.
До 15 мая 1869 года был классифицирован как башенная лодка, после переклассифицирован как монитор, а в 1892 году в броненосец береговой обороны. С 1903 года перестроена в несамоходную угольную баржу № 38, а с 1914 года баржа № 326.

## Проект
В 1862 году капитан 1-го ранга С. С. Лесовский и капитан ККИ Н. А. Арцеулов привезли из САСШ техническую документацию по башенным мониторам типа Passaic. Главным конструктором этого проекта был Джон Эриксон.
Ввиду угрозы новой войны с Англией и Францией, Морским министерством Российской империи в 1863 году была разработана «Мониторная кораблестроительная программа», предусматривающая строительство десяти однобашенных («Ураган», «Тифон», «Стрелец», «Единорог», «Броненосец», «Латник», «Колдун», «Перун», «Вещун», «Лава») и одной двухбашенной («Смерч») броненосных лодок для защиты Финского залива — боя на кронштадтской минно-артиллерийской позиции. Основой данного проекта и стал американский проект. По приказу Управляющего министерством адмирала Н. К. Краббе, проект был доработан в модельной мастерской Петербургского порта.

## Строительство
Лодки «Ураган», «Тифон», «Стрелец», «Единорог», «Броненосец», «Латник», «Перун» и «Лава» были заложены как на казённых заводах, так и по подряду на частных верфях Санкт-Петербурга. Также, для ускорения постройки, башенные лодки «Колдун» и «Вещун» были заложены на заводе Кокериля в Бельгии и по частям доставлены в Санкт-Петербург, где их собрали на Гутуевском острове. Постройка шла ускоренными темпами, в том числе и ночью, и всего за год (1864—1865) были построены все десять корпусов. Руководили постройкой инженеры Н. А. Арцеулов, Н. Г. Коршиков, X. В. Прохоров и другие. Машины для «Урагана», «Тифона», «Стрельца» и «Единорога» изготовлялись на Санкт-Петербургском заводе Берда, для «Броненосца» и «Латника» — завод Карра и Макферсона, для «Лавы» и «Перуна» — Ижорский завод, для «Колдуна» и «Вещуна» — общество «Коккериль». Слойчатая броня — на Ижорских заводах. Стоимость постройки корпуса и машин была оценена в 1 141 800 рублей.
«Латник» был заложен 5 июня 1863 года на заводе Карра и Макферсона (ныне Балтийский завод), официальная закладка прошла 12 декабря 1863 года. 26 августа 1863 года башенная лодка под названием «Латник» зачислена в списки судов Балтийского флота. Корпус спущен на воду для достройки 10 марта 1864 года без машин, башенных механизмов и броневых листов и только с двумя третями от всего числа деревянных чаков и брусьев, составляющих подкладку. До спуска, на постройку было истрачено около 35 000 пудов железа, а уплаченная сумма составила 56 8956 рублей 50 копеек серебром. В течение лета были установлены бронелисты, установлена машина и поставлены рубка и орудия. 1 октября 1864 года «Латник» под собственными парами и «Броненосец» под буксиром пришли в Санкт-Петербург, где была завершена отделка. 8 октября «Латник» вышел на официальную пробу своей машины и предварительное испытание механизмов. Переход и ходовые испытания на меренной миле показали, что «Латник» и «Броненосец», построенные на заводе Карра и Макферсона, ходят лучше других башенных лодок серии (в другом источнике — хуже других). Испытания на поворотливость при полном ходе показали, что с «положения» руля, лодка окончила поворот, описав 16 румбов за 2 минуты 20 секунд. 17 октября «Латник» провёл практическую стрельбу на восточном рейде. Наводка по системе Кольза оказалась не эффективной — из 60 выстрелов в шит ни один не попал, поэтому применили способ наведения башен по системе капитана Кольца — первые же два выстрела поразили щит. 31 мая 1865 года «Латник» вышел на завершающие испытания. Башенная лодка принята в казну 9 июля 1865 года.

### Вооружение

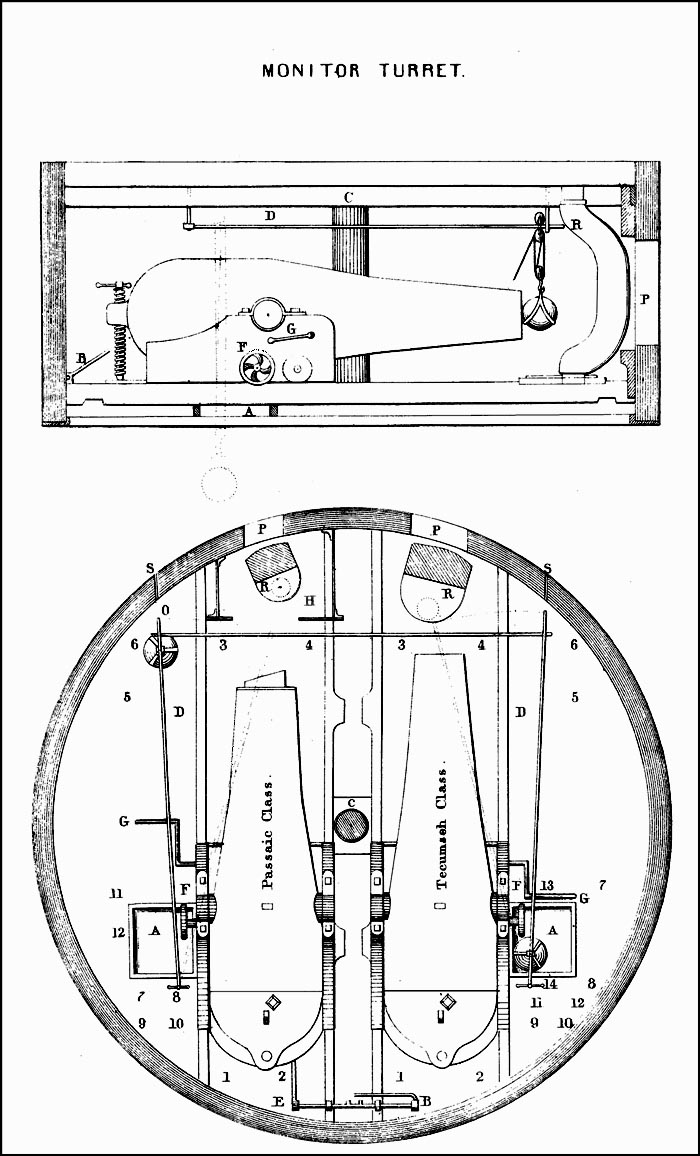
Схема расположения орудий

По первоначальному проекту на лодку были установлены два 9-дюймовых (229-мм) гладкоствольных дульнозарядных орудия Круппа образца 1864 года. С 1868 года были установлены две 15-дюймовые (380-мм) гладкие чугунные пушки Олонецкого завода образца 1864 года с боекомплектом в 100 снарядов. В 1872—1874 годах монитор прошёл очередное перевооружение, и артиллерия состояла из двух 9-дюймовых 17-калибровых пушек. С 1878 года на вооружение были поставлены 9-дюймовые 22-калибровые пушки с боекомплектом в 300 снарядов. В конце 1870-х годов были добавлены два 45-мм скорострельных орудия.

## Служба
15 мая 1869 года «Латник», как и другие башенные лодки типа «Ураган» были переклассифицированы в мониторы, а в 1892 году — в броненосцы береговой обороны II ранга.
24 июня 1900 года все броненосцы береговой обороны серии были разоружены, выведены из боевого состава и сданы к Кронштадтскому порту для использования в хозяйственных нуждах. 31 июля этого же года Генерал-Адмирал Великий князь Алексей Александрович распорядился исключить броненосцы береговой обороны «Броненосец», «Вещун», «Единорог», «Колдун», «Лава», «Латник», «Перун», «Стрелец», «Тифон» и «Ураган» из списков флота. Соответствующий приказ по Морскому Ведомству вышел 5 августа 1900 года за номером № 134.
В 1903 году перестроена в несамоходную угольную баржу № 38.
В 1914 году переименована — Баржа № 326.
25 октября 1917 года Баржа № 326 вошла в состав плавсредств Красного Балтийского флота.
В апреле 1918 года после подписания Брестского мира оставлена в водах Хельсинки из-за нецелесообразности перевода её в Кронштадт.
В некоторых источниках проходит информация, что корпус находится в Угольной гавани Санкт-Петербурга до сих пор, но эти данные не подтверждены.

## Командиры
- хх.хх.хххх — 18.05.1864 — капитан-лейтенант князь Вадбольский, Михаил Владимирович
- 18.05.1864 — 01.01.1869 — капитан-лейтенант Серков, Василий Фёдорович
- 01.01.1869 — хх.хх.хххх — капитан-лейтенант Геркен, Фёдор Алексеевич
- хх.хх.хххх — 26.01.1870 — капитан-лейтенант Сильверстван, Александр Николаевич
- 26.01.1870 — хх.хх.хххх — капитан-лейтенант Повалишин, Фёдор Фёдорович
- 24.11.1886 — хх.хх.1889 — капитан 1-го ранга Ивашинцов, Василий Фёдорович
- хх.хх.1889 — хх.хх.1889 — капитан 2-го ранга Григорков, Константин Антонович
- 1890 — 1892 — капитан 2-го ранга Гаупт, Николай Александрович
- хх.хх.1898 — 06.12.1899 — капитан 2-го ранга Родионов, Александр Андреевич
- 06.12.1899 — хх.хх.1900 — капитан 2-го ранга Шумов, Пётр Петрович